# Giro del Belgio 2008
Il Giro del Belgio 2008, settantottesima edizione della corsa, si disputò in cinque tappe tra il 28 maggio e il 1º giugno 2008, su un percorso di 783,3 km. Fu vinto dal belga Stijn Devolder.

## Tappe
| Tappa  | Data      | Percorso                              | km    | Vincitore di tappa | Leader cl. generale |
| ------ | --------- | ------------------------------------- | ----- | ------------------ | ------------------- |
| 1ª     | 28 maggio | Eeklo > Eeklo                         | 180,5 | Kenny De Haes      | Kenny De Haes       |
| 2ª     | 29 maggio | Eeklo > Tienen                        | 201   | Boris Špilevskij   | Kenny De Haes       |
| 3ª     | 30 maggio | Anthisnes > Flémalle                  | 184,5 | Greg Van Avermaet  | Greg Van Avermaet   |
| 4ª     | 31 maggio | Herzele > Herzele (cron. individuale) | 16,7  | Stijn Devolder     | Stijn Devolder      |
| 5ª     | 1º giugno | Buggenhout > Putte                    | 185,1 | Tom Boonen         | Stijn Devolder      |
| Totale | Totale    | Totale                                | 762,8 |                    |                     |

## Squadre e corridori partecipanti
| N.    | Cod. | Squadra                          |
| ----- | ---- | -------------------------------- |
| 1-8   | AST  | Astana                           |
| 11-18 | QST  | Quick Step                       |
| 21-28 | SIL  | Silence-Lotto                    |
| 31-38 | RAB  | Rabobank                         |
| 41-48 | COF  | Cofidis, le Crédit par Téléphone |
| 51-58 | LAN  | Landbouwkrediet-Tönissteiner     |
| 61-68 | TSV  | Topsport Vlaanderen              |
| 71-78 | SKS  | Skil-Shimano                     |
| 81-88 | COS  | Cycle Collstrop                  |

| N.      | Cod. | Squadra                         |
| ------- | ---- | ------------------------------- |
| 91-98   | MIT  | Mitsubishi-Jartazi              |
| 101-108 | LPR  | LPR Brakes-Ballan               |
| 111-118 | GAP  | Preti Mangimi                   |
| 121-128 | FPT  | P3 Transfer-Batavus             |
| 131-138 | PZC  | Profel Prorace Continental Team |
| 141-148 | PCW  | Bodysol-Euro Millions           |
| 151-158 | DLV  | Davitamon-Lotto-Jong Vlaanderen |
| 161-168 | PCO  | Palmans-Cras                    |
| 171-178 | SKT  | An Post-Sean Kelly Team         |

## Dettagli delle tappe

### 1ª tappa
- 28 maggio: Eeklo > Eeklo – 180,5 km

Risultati
| Pos. | Corridore      | Squadra      | Tempo    |
| ---- | -------------- | ------------ | -------- |
| 1    | Kenny De Haes  | Topsport Vl. | 4h09'19" |
| 2    | Allan Davis    | Mitsubishi   | s.t.     |
| 3    | Gert Steegmans | Quick Step   | s.t.     |

| Pos. | Corridore     | Squadra      | Tempo    |
| ---- | ------------- | ------------ | -------- |
| 1    | Kenny De Haes | Topsport Vl. | 4h09'09" |
| 2    | Allan Davis   | Mitsubishi   | a 4"     |
| 3    | David Boucher | LAN          | s.t.     |

### 2ª tappa
- 29 maggio: Eeklo > Tienen – 201 km

Risultati
| Pos. | Corridore         | Squadra       | Tempo    |
| ---- | ----------------- | ------------- | -------- |
| 1    | Boris Špilevskij  | Preti Mangimi | 4h50'47" |
| 2    | Marco Zanotti     | Preti Mangimi | s.t.     |
| 3    | Sebastian Siedler | Skil-Shimano  | s.t.     |

| Pos. | Corridore        | Squadra       | Tempo    |
| ---- | ---------------- | ------------- | -------- |
| 1    | Kenny De Haes    | Topsport Vl.  | 8h59'55" |
| 2    | Boris Špilevskij | Preti Mangimi | a 1"     |
| 3    | Allan Davis      | Mitsubishi    | a 5"     |

### 3ª tappa
- 30 maggio: Anthisnes > Flémalle – 184,5 km

Risultati
| Pos. | Corridore         | Squadra    | Tempo    |
| ---- | ----------------- | ---------- | -------- |
| 1    | Greg Van Avermaet | Silence    | 4h40'43" |
| 2    | Stijn Devolder    | Quick Step | s.t.     |
| 3    | Sergej Ivanov     | Astana     | a 56"    |

| Pos. | Corridore         | Squadra    | Tempo     |
| ---- | ----------------- | ---------- | --------- |
| 1    | Greg Van Avermaet | Silence    | 13h40'35" |
| 2    | Stijn Devolder    | Quick Step | a 8"      |
| 3    | Sergej Ivanov     | Astana     | a 1'06"   |

### 4ª tappa
- 31 maggio: Herzele > Herzele – Cronometro individuale – 16,7 km

Risultati
| Pos. | Corridore      | Squadra    | Tempo  |
| ---- | -------------- | ---------- | ------ |
| 1    | Stijn Devolder | Quick Step | 20'49" |
| 2    | Jens Mouris    | Mitsubishi | a 35"  |
| 3    | Sergej Ivanov  | Astana     | a 37"  |

| Pos. | Corridore         | Squadra    | Tempo     |
| ---- | ----------------- | ---------- | --------- |
| 1    | Stijn Devolder    | Quick Step | 14h01'32" |
| 2    | Greg Van Avermaet | Silence    | a 1'11"   |
| 3    | Sergej Ivanov     | Astana     | a 1'35"   |

### 5ª tappa
- 1º giugno: Buggenhout > Putte – 185,1 km

Risultati
| Pos. | Corridore        | Squadra      | Tempo    |
| ---- | ---------------- | ------------ | -------- |
| 1    | Tom Boonen       | Quick Step   | 4h07'15" |
| 2    | Jürgen Roelandts | Silence      | s.t.     |
| 3    | Kenny van Hummel | Skil-Shimano | s.t.     |

| Pos. | Corridore         | Squadra    | Tempo     |
| ---- | ----------------- | ---------- | --------- |
| 1    | Stijn Devolder    | Quick Step | 18h08'47" |
| 2    | Greg Van Avermaet | Silence    | a 1'11"   |
| 3    | Sergej Ivanov     | Astana     | a 1'35"   |

## Evoluzione delle classifiche
| Tappa              | Vincitore          | Classifica generale Maglia nera | Classifica a punti Maglia gialla | Classifica della montagna Maglia bianca | Classifica sprint Maglia rossa | Classifica a squadre |
| ------------------ | ------------------ | ------------------------------- | -------------------------------- | --------------------------------------- | ------------------------------ | -------------------- |
| 1ª                 | Kenny De Haes      | Kenny De Haes                   | Kenny De Haes                    | non assegnata                           | David Boucher                  | ?                    |
| 2ª                 | Boris Špilevskij   | Kenny De Haes                   | Allan Davis                      | Roy Curvers                             | Fabio Polazzi                  | ?                    |
| 3ª                 | Greg Van Avermaet  | Greg Van Avermaet               | Greg Van Avermaet                | Roy Curvers                             | Fabio Polazzi                  | ?                    |
| 4ª                 | Stijn Devolder     | Stijn Devolder                  | Greg Van Avermaet                | Stijn Devolder                          | Fabio Polazzi                  | ?                    |
| 5ª                 | Tom Boonen         | Stijn Devolder                  | Greg Van Avermaet                | Stijn Devolder                          | Geert Omloop                   | Silence-Lotto        |
| Classifiche finali | Classifiche finali | Stijn Devolder                  | Greg Van Avermaet                | Stijn Devolder                          | Geert Omloop                   | Silence-Lotto        |

## Classifiche finali

### Classifica generale - Maglia nera
| Pos. | Corridore          | Squadra         | Tempo     |
| ---- | ------------------ | --------------- | --------- |
| 1    | Stijn Devolder     | Quick Step      | 18h08'47" |
| 2    | Greg Van Avermaet  | Silence         | a 1'11"   |
| 3    | Sergej Ivanov      | Astana          | a 1'35"   |
| 4    | Sergej Lagutin     | Cycle Coll.     | a 2'04"   |
| 5    | Bram Tankink       | Rabobank        | a 2'08"   |
| 6    | Maarten Tjallingii | Silence         | a 2'20"   |
| 7    | Bert De Waele      | Landbouwkrediet | a 2'29"   |
| 8    | Salvatore Commesso | Preti Mangimi   | a 3'11"   |
| 9    | Dmitrij Murav'ëv   | Astana          | a 3'22"   |
| 10   | Luca Celli         | LPR Brakes      | a 4'32"   |

### Classifica a punti - Maglia gialla
| Pos. | Corridore         | Squadra    | Tempo |
| ---- | ----------------- | ---------- | ----- |
| 1    | Greg Van Avermaet | Silence    | 67    |
| 2    | Stijn Devolder    | Quick Step | 56    |
| 3    | Jürgen Roelandts  | Silence    | 54    |
| 4    | Sergej Ivanov     | Astana     | 44    |
| 5    | Allan Davis       | Mitsubishi | 44    |

### Classifica scalatori - Maglia bianca
| Pos. | Corridore         | Squadra      | Tempo |
| ---- | ----------------- | ------------ | ----- |
| 1    | Stijn Devolder    | Quick Step   | 25    |
| 2    | Roy Curvers       | Skil-Shimano | 20    |
| 3    | Fabio Polazzi     | Bodysol      | 18    |
| 4    | Tom Criel         | Cycle Coll.  | 17    |
| 5    | Greg Van Avermaet | Silence      | 12    |

### Classifica sprint - Maglia rossa
| Pos. | Corridore     | Squadra         | Tempo |
| ---- | ------------- | --------------- | ----- |
| 1    | Geert Omloop  | Mitsubishi      | 24    |
| 2    | Fabio Polazzi | Bodysol         | 24    |
| 3    | David Boucher | Landbouwkrediet | 16    |
| 4    | Roy Curvers   | Skil-Shimano    | 15    |
| 5    | Sergio Laganà | LPR Brakes      | 13    |

### Classifica a squadre
| Pos. | Squadra         | Tempo     |
| ---- | --------------- | --------- |
| 1    | Silence-Lotto   | 54h31'49" |
| 2    | Astana          | a 4'32"   |
| 3    | Cycle Collstrop | a 7'31"   |
| 4    | Rabobank        | a 9'21"   |
| 5    | Quick Step      | a 10'35"  |